# Babushka Lady
Babushka Lady is de bijnaam die gegeven is aan een getuige van de moord op president Kennedy op 22 november 1963. Haar verschijning veroorzaakte niet zoveel speculatie als die van de 'parapluman', maar trok wel de aandacht van verschillende onderzoekers, waaronder Robert Groden, Jim Marrs en Gary Mack.

## Achtergrond
Babushka Lady kreeg haar bijnaam omdat zij een hoofddoek droeg op een manier die ook door oudere Russische vrouwen gebruikt wordt (Baboesjka is Russisch voor grootmoeder). Babushka Lady had een camera en leek de rijstoet van de Amerikaanse president John F. Kennedy te fotograferen. Ze stond op het gras tussen Main en Elm Street, twee straten aan de rand van Dealy Plaza.
Babushka Lady werd op haar beurt weer door anderen op de gevoelige plaat vastgelegd. Op dit beeldmateriaal is te zien dat zij, hoewel veel andere getuigen na de eerste schoten dekking zochten (ze gingen plat op hun buik liggen), bleef staan met haar camera op de rijstoet gericht. Later sloot ze zich aan bij de menigte mensen, die naar de grasheuvel rende, in een poging de schutter(s) te achterhalen.

## Oproep
Hoewel de FBI vlak na de moord aangaf interesse te hebben in beeldmateriaal van de moord, kwam Babushka Lady toen niet naar voren. Jack Harrison, een medewerker van Kodak, beweerde wel materiaal ontwikkeld te hebben voor een vrouw. De beschrijving die hij van de vrouw gaf klopte met het uiterlijk van Babushka Lady.

## Identiteit vastgesteld
In 1970 kwam Beverly Oliver naar voren, een vrouw die beweerde Babushka Lady te zijn. Oliver had als een zangeres en danseres in 1963 gewerkt in de Colony Club, een actieve concurrent van de Carousel Club. In 1994 bracht ze een gedenkschrift uit, waarin zij uitgebreid verslag deed van wat zij tijdens en na de moord op Kennedy had gedaan. Volgens Oliver was zij op haar werkplek benaderd door agenten die "ofwel van de FBI waren, ofwel van de geheime dienst waren". De mannen namen haar film mee met de belofte die binnen tien dagen bij haar terug te bezorgen – een belofte die nimmer nagekomen is.

## Openbaarmaking
Critici merkten in haar verhaal een aantal tegenstrijdigheden op. Zo zou het merk en type camera waarmee ze beweerde de aanslag te hebben gefotografeerd, in die tijd niet hebben bestaan. Ook was er een groot leeftijdsverschil. Volgens experts was Babushka Lady van middelbare leeftijd, terwijl Beverly Oliver in 1963 zeventien jaar oud was.
De herinneringen van Beverly Oliver vormden de basis voor een scène in Oliver Stones film JFK. In de film is een personage te zien, genaamd Beverly Stone, werkzaam in een nachtclub. In de directors cut van JFK is ze te zien als een vrouw met een hoofddoek, die haar film moet afgeven aan twee mannen die zich als overheidsagenten voorstellen

## Onderzoek
In de jaren zeventig gaf de subcommissie van de HSCA die belast was met het onderzoek van beeldmateriaal aan geen beeldmateriaal te kunnen lokaliseren dat van Babushka Lady afkomstig zou zijn.
In de jaren negentig ging een andere commissie aan de slag, de Assassination Records Review Board, die tot taak had eerder verzegelde dossiers openbaar te maken. De commissie ondervroeg onder anderen Gary Mack, conservator van een Kennedy-museum. Mack verklaarde dat hem recentelijk was verteld dat een dertigjarige brunette zich had gemeld bij Kodak om de film te laten ontwikkelen, terwijl Kodak juist bezig was de amateurbeelden van Abraham Zapruder te ontwikkelen. Kodak had de brunette te verstaan gegeven dat de film visueel niet in orde was, waarna ze was vertrokken. Nadat een commissielid suggereerde dat de dame in kwestie wellicht Babushka Lady was, gaf Mack aan dat hij "persoonlijk niet geloofde dat Beverly Oliver Babushka Lady was, of, beter gezegd: ze zou het best kunnen zijn, maar de rest van het verhaal is verzonnen".
Beverley Oliver werd zelf ook geïnterviewd. Ze getuigde dat ze met haar nieuwe camera de aanslag had gefilmd. Volgens Oliver werd de camera in beslag genomen door een man die zichzelf voordeed als FBI-agent. Ze protesteerde niet, omdat de man "autoriteit uitstraalde" en ze bang was gearresteerd te worden wegens bezit van marihuana.
Op een door William Allen gemaakte foto is niet alleen Babushka Lady, maar ook haar camera goed zichtbaar. De Canadese onderzoeker Denis Morissette vond in 2014 een identiek toestel. Volgens Morissette had Babushka Lady geen filmcamera bij zich, maar een goedkoop, al wat verouderd fototoestel (een Sears Tower Box 120, goed voor acht opnamen per rolletje).